# Diplomys caniceps
Diplomys caniceps és una espècie de mamífer rosegador de la família de les rates espinoses. És endèmica del nord de la Serralada Central (Colòmbia). Es tracta d'un animal arborícola. Se sap molt poca cosa sobre el seu hàbitat i la seva història natural, en gran part perquè fins ara només se l'ha trobat en una sola localitat. Es desconeix si hi ha cap amenaça per a la supervivència d'aquesta espècie.